# Музика у Северној Македонији
Северна Македонија има богату традицију фолклора и народне музике. Народна игра коло или оро је најомиљенији вид фолклора у Северној Македонији и разликује се од региона до региона. Најважнији представници македонске народне музике су: Александар Сариевски, Васка Илиева, Јонче Христовски, Гоце Николовски‎, Есма Реџепова и Виолета Томовска. Ансамбл Танец је професионални фолклорни ансамбл из Скопља који је основан 1949. године с циљем прикупљања, очувања и презентирања македонског фолклора, културе и традиције.
Најпопуларнија рок група у земљи је Леб и сол, док је група Мизар једна од пионира дарк звука. Поп музика заузима значајно место, са извођачима као што су Тоше Проески, Каролина Гочева и Елена Ристеска. Земља има неколико великих фестивала као што је Скопље Џез Фестивал.
На избору за Песму Евровизије учествује од 1998. године и такмичења у Бирмингему. Први покушај наступа Северне Македоније на Песми Евровизије био је 1996. године са Калиопи и песмом „Само ти“, међутим, она није успела да прође пре-селекцију, што је ову земљу спречило да дебитује те године. Највећи успех Северна Македонија је показала 2019. у Тел Авиву када је Тамара Тодевска заузела 7. место.

## Македонске групе, певачи и певачице

### Рок музика
- Архангел
- Мизар
- Анастасија
- Леб и сол
- Бадмингтонс
- Падот на Византија (група)
- Меморија (музичка група)
- Санаториум (музичка група)
- Паркети (музичка група)
- Визија
- Водолија (музичка група)
- SMUT
- Суперхикс
- Верка (група)
- Културно Уметнички Работници
- Bernays Propaganda
- Mooger fooger
- Рок агресори
- Бастион
- Foolish Green
- Smoke Shakers
- Темпера
- TV Rage
- Last Expedition
- Бис Без
- Телонаука совршена
- Флукс
- Цилиндер
- Хаос ин лаос
- D' Daltons
- Chromatic Point
- Culture Development
- Молокаи
- Темпера
- Инола икс
- Suns
- Лева патика
- Триангл
- Ден за ден
- Автограм
- Pumpers
- Токму така
- ХаХаХа
- Колт
- Protagonist
- Зијан

### Забавна музика
- Тоше Проески
- Каролина Гочева
- Елена Ристеска
- Влатко Лозаноски
- Калиопи
- Владо Јаневски
- Тамара Тодевска
- Влатко Стефановски
- Ђорђи Крстевски
- Роберт Вукелић
- Ристо Самарџиев
- Дани Димитровска
- Магдалена Цветкоска
- Димитар Андоновски
- Ламбе Алабаковски
- Марко Маринковић Слаткар
- Кристина Арнаудова
- Бојана Атанасовска
- Александар Белов
- Славе Димитров
- Адријан Гаџа
- Андријана Јаневска
- Боби Мојсоски
- Роберт Билбилов
- Викторија Лоба
- Александар Тарабунов
- Јован Јованов
- Елвир Мекић
- Тони Зен
- Алтуна Сејдиу Туна
- Дарко Гелев Брејк
- Ребека
- Маја Гроздановска Панчева
- Маја Вукичевић
- Дарко Илиевски
- Влатко Илиевски
- Александра Пилева
- Емил Арсов
- Филип Божиновски
- Љупка Најдановска
- Симона Попоска
- Ева Недонковска
- Маја Оџаклиевска
- Елена Петреска
- Барбара Поповић
- Бобан Симоновски
- Ђоко Танески
- Тијана Дапчевић
- Врчак
- Рената Кралевска
- Игор Џамбазов
- Александар Митевски
- Иван Раденов
- Виктор Апостоловски
- Христијан Тодороски
- Елена Петрушева
- Сара Маркоска
- Ристе Тевдоски
- Марио Арангеловски
- Верица Ристевска
- Сашка Петковска
- Тања Царовска
- Маргарита Христова
- Олгица Христовска
- Искра Трпева
- Даниел Кајмакоски
- Сашо Спасовски
- Сузана Турунџиева

### Народна музика
- Јованка Житарова
- Јасмина Мукаетова
- Елена Велевска
- Сузана Гавазова
- Ани Малинкова
- Ава Керш
- Јонче Христовски
- Бади Бекир
- Кирчо Поплазаров
- Адријана Алачки
- Ена Веко
- Ајри Демировски
- Ђорђе Желчески
- Кевсер Селимова
- Никола Давидовски
- Татјана Лазаревска
- Росана Тодоровска
- Смиља Митревска
- Гоце Николовски
- Цане Николовски
- Ђорђи Тодоровски
- Војо Стојановски
- Вања Лазарова
- Зуица Лазова
- Маргица Антевска
- Перо Христов
- Лилјана Николовска
- Нина Спирова
- Роса Пауновска
- Елена Георгиева
- Лени Партикова
- Зафир Хаџиманов
- Никола Бадев
- Кирил Манчевски
- Васка Илиева
- Есма Реџепова
- Сузана Спасовска
- Александар Сариевски
- Виолета Томовска
- Јоце Панов
- Анета Мицевска
- Миле Кузмановски
- Наум Петрески
- Ефто Пупиновски
- Нино Величковски
- Блага Петреска
- Ирена Спасовска
- Благоја Грујовски
- Атина Апостолова
- Пепи Бафтировски
- Ибуш Ибраимовски
- Вики Среброва
- Петранка Костадинова
- Круме Спасовски
- Виданка Георгиева
- Ванчо Тарабунов
- Јовица Наумчевски
- Ђоко Јовић

## Македонски композитори
- Властимир Николовски
- Сони Петровски
- Гоце Коларовски
- Тодор Скаловски
- Трајко Прокопиев
- Стефан Гајдов
- Роберт Саздов
- Григор Копров
- Златко Ориђански
- Дуке Бојаџиев

## Македонски извођачи класичне музике
- Симон Трпчески
- Ана Дурловски
- Игор Дурловски
- Благој Нацоски
- Христијан Спировски